# Хијума (острво)
Хијума (ест. Hiiumaa; фин. Hiidenmaa) друго је по величини естонско острво смештено у западном делу земље, у акваторији Балтичког мора. Припада архипелагу Западноестонских острва. Административно припада округу Хијума. Главни и највећи град на острву је Кардла.
Острво се налази северно од Сареме и западно од Вормсија. Воде око Хијуме су јако плитке, те је самим тим приступ острву путем бродова готово онемогућен. Северозападно од острва налази се Хијумски спруд, подручје дужине око 9 км и ширине око 5,5 km са дубинама воде око 1,2 метра у периоду осеке. Јужне обале острва запљускују воде плитког унутрашњег мора Вајнамери.
Површина острва је 989 км², највиша тачка лежи на надморској висини од 68 метра. Према статистичким подацима из 2011. на острву је живело 8.220 становника, или у просеку 8,2 становника по квадратном километру.